# Mahmoud Afshar
Mahmoud Afshar Yazdi (en persan محمود افشار یزدی ; né en 1893 à Yazd et mort en 1983 à Téhéran) est un homme politique iranien, nationaliste, iranologue et pionnier du paniranisme.

## Biographie
Mahmoud Afshar fait ses études en Iran et en Suisse et obtient son doctorat en sciences politiques en 1919 à l'Université de Lausanne. Deux ans plus tard, il retourne en Iran où il est un pionnier du mouvement paniraniste. Jeune homme, il avait participé activement à la "Jeune société iranienne" (Anjoman-e Iran-e Javan), qui regroupait un groupe d'Iraniens nationalistes, dont la plupart avaient été formés dans des universités européennes. L'un des membres influents du groupe était Reza Chah, qui devint en 1925 empereur de l'Iran.
Mahmoud Afshar est un fervent partisan des réformes et de la laïcisation de Reza Chah. En 1925, il fonde le magazine culturel Ayande (Futur). Il fonde plusieurs institutions scientifiques et culturelles dans le pays, notamment la School of Business (Madrese-ye Tejarat) à Téhéran. Il  travaille également au ministère de la Culture et au ministère de la Justice de l'Iran.
Mahmoud Afshar était marié à Nosrat Barazande et est le père de l'iranologue Iraj Afshar (en).